# Вовнянка (притока Псла)
Вовня́нка (або Овнянка) — річка в Україні, в межах Миргородського та Великобагачанського районів Полтавської області. Права притока Псла (басейн Дніпра).

## Опис
Довжина річки 17 км, площа басейну 149 км². Похил річки 0,88 м/км. Долина вузька, порізана балками і ярами. Річище слабозвивисте (в середній течії більш звивисте), місцями заболочене. Споруджено кілька ставків.

## Розташування
Вовнянка бере початок на південний захід від с. Вовнянки. Тече спершу на північний схід, від села Вовнянки — на схід, на північ від села Устивиці повертає на південь. Впадає до Псла на південь від Устивиці.